# 沃夫1061
沃夫1061（蛇夫座V2306）是一颗光譜型M型的紅矮星，位于蛇夫座中。它距离太阳相对较近，只有13.8光年。它的自行较大，達到每年1.2角秒。和許多紅矮星一樣的是，它的自轉週期可能長達100日以上，雖然精確週期仍難以精確量測。沃夫1061是非常穩定的恆星，並且沒有明顯的星斑或耀斑等表面活動。至今尚未发现沃夫1061有任何异常的光谱学特征。該恆星最早於1919年由德國天文學家馬克斯·沃夫出版的高自行暗星星表中被收入，並編為第1061顆恆星。

## 行星系統
2015年12月，澳洲新南威爾斯大學的天文學家宣布發現沃夫1061的3顆系外行星。這三顆行星是分析歐洲南方天文台位於智利拉西拉天文台ESO 3.6米望遠鏡搭載的高精度徑向速度行星搜索器攝譜儀對沃夫1061觀測10年的資料後宣布發現的。發現這3顆行星的團隊應用以沃夫1061的光譜觀測資料測定徑向速度，並使用自動化全天巡天的8年測光觀測資料確認了軌道週期約4.9和17.9日的行星存在，並可能存在軌道週期67.3日的第三顆行星。
發現的3顆行星質量都不高，被認為是以岩石組成為主的類地行星，雖然精確體積與密度仍未知。可是，行星的體積可在沃夫1061的行星通過母恆星與地球之間，發生凌星現象時確認。因為3顆行星的軌道都很靠近母恆星，並且週期很短，可能會發生凌星現象。新南威爾斯大學的團隊推測3顆行星凌星機率分別是1061b大約14%，c大約6%，d則是3%。
其中一顆行星沃夫1061c是位於母恆星適居帶內側邊緣（範圍在0.073至0.190天文單位之間）附近的超級地球。它是至今距離地球最近的潛在適居行星。距離母恆星更遠的沃夫1061d軌道剛好在適居帶外緣以外不遠處，如果大氣層成分允許的話，也可能是適居行星。
| 成員 (依恆星距離) | 质量           | 半長軸 (AU)         | 轨道周期 (天)   | 離心率      | 傾角 | 半径           |
| ----------------- | -------------- | ------------------- | --------------- | ----------- | ---- | -------------- |
| b                 | 1.36 ± 0.23 M⊕ | 0.035509 ± 0.000007 | 4.8876 ± 0.0014 | 未知        | —    | 1.44 (估計) R⊕ |
| c                 | 4.25 ± 0.37 M⊕ | 0.08427 ± 0.00004   | 17.867 ± 0.011  | 0.19 ± 0.13 | —    | 1.64 (估計) R⊕ |
| d                 | 5.21 ± 0.68 M⊕ | 0.2039 ± 0.0002     | 67.27 ± 0.12    | 0.32 ± 0.16 | —    | 2.04 (估計) R⊕ |